# 仙台本町三井ビルディング
仙台本町三井ビルディング（せんだいほんちょうみついビルディング）は、宮城県仙台市青葉区本町に所在する複合ビル。

## 概要
東二番丁通り沿いに建つ複合ビル。低層階は店舗・オフィスフロアとして、高層階はホテルとして利用される。三井不動産が所有し、オフィスフロアの多くに、三井不動産とその関連企業が入居。なお、建設にあたっては仙台市総合設計制度を活用し、容積率の加算が認められた。

### 店舗フロア
1階及び2階。パナソニック電工が入居し、リビングショウルームとして利用する。

### オフィスフロア
3階から6階。三井不動産東北支店や、三井不動産レジデンシャル同支店、三井不動産リアルティ東北といった三井不動産関連企業が入居する。

### ホテルフロア
7階から18階。7階にホテルフロントとレストラン、18階に露天風呂付の大浴場を配し、8階から17階が客室（224室）となっている。

## 沿革
- 1987年（昭和62年） - 土地を取得[3]。
- 2007年（平成19年）4月27日 - （仮称）仙台本町プロジェクトとして着工[4]。
- 2009年（平成21年）
  - 6月30日 - 竣工[5]。
  - 7月17日 - 三井ガーデンホテル仙台、開業[6]。

## アクセス
- 仙台市地下鉄南北線・広瀬通駅　徒歩1分